# クイズプレゼンバラエティー Qさま!!
『クイズプレゼンバラエティー Qさま!!』（クイズプレゼンバラエティー キューさま!!）は、2004年10月7日からテレビ朝日系列で放送されているクイズバラエティ番組 。略称は『Qさま!!』。字幕放送を実施している。
「Qさま」とは「クイズさまぁ〜ず」の略であり、さまぁ〜ずの冠番組。

## 概要
番組開始当初のコンセプトは、「クイズをプレゼンテーションするバラエティ番組」として、通常の問題に対し正解を目指し答えるような従来のクイズ番組とはまったく違う形となっており、あくまで問題自体のおもしろさや解答方法を楽しみそれを判定する形となっていた。
しかし2007年4月以降は「プレッシャーSTUDY」が主体となり、オーソドックスなクイズ番組となった。出題される問題も一般常識から高校入試、大学入試に用いられる難問が出てくる様になった。この形式になってからは「子供に見せたい番組」（日本PTA全国協議会調べ）の上位に名を連ねるようになり、2008年度は3位、2009年度は2位となっている。また2019年現在は、テレビ朝日が選ぶ「青少年に見せたい番組」にもなっている。
現在までの最高視聴率は、2007年9月17日に記録した21.6%（関東地区、ビデオリサーチ調べ）と24.3%（関西地区、ビデオリサーチ調べ）。

### 番組の歴史・内容の変遷

#### 放送時間の変遷
| 放送期間 | 放送期間 | 放送時間（JST）               |
| -------- | -------- | ----------------------------- |
| 2004.10  | 2006.9   | 木曜日 23:15 - 翌0:10（55分） |
| 2006.9   | 2015.3   | 月曜日 20:00 - 20:54（54分）  |
| 2015.4   | 現在     | 月曜日 21:00 - 21:54（54分）  |

#### クイズプレゼン時代
前身番組は「さまぁ〜ずと優香の怪しい××貸しちゃうのかよ!!」（2002年4月2日開始）。2003年10月から行われていた、視聴者から募集したクイズを基にした企画「怪しいクイズ出しちゃうのかよ!!」をクローズアップする形で、2004年10月7日から放送時間を木曜ネオバラエティ枠に移動。放送時間を拡大し、タイトルも現タイトルに変更、内容をグレードアップした。
若手芸人・タレントがクイズのプレゼンテーションを行い、その可否を2名のゲストと優香が○×で判断する。全員が○と判定したものは「Qさま!!」、○が2名だったものは「チョビQ」（プレゼンターの成績にはカウントされない）、○が0-1名だったものは「ダメQ」とされる。「全員が鬼ごっこ」等、優香もプレゼンに加わるクイズに関しては、ゲスト2名のみ判定。○2名で「Qさま!!」、○1名で「チョビQ」、2名とも×で「ダメQ」。原則として1プレゼンにつき1個の「Qさま!!」「ダメQ」が与えられるが、複数プレゼンターが合同でプレゼンした場合などは特別ルールとして獲得数が増やされることもある。また、稀にプレゼンを担当しなかった出題VTR出演者に「ダメQ」が与えられることもあった。
「Qさま!!」が一定個数たまったプレゼンターには、一定期間番組司会者を行う権利が進呈される。逆に「ダメQ」が一定個数たまったプレゼンターには「お仕置きQ（おしおキュー）」と称する罰ゲームロケが執行される。
番組開始当初は「Qさま!!」10個で1回だけ番組司会者の権利、「ダメQ」10個でお仕置きQ執行だった。
- 2005年2月24日の、青木さやかが番組初のお仕置きQを受けた放送日から、司会交替/お仕置きQが実行されると全プレゼンターの「Qさま!!」「ダメQ」獲得個数が0にリセットされるというルールが追加された。さらに、翌週の3月3日から、リセット・再スタートに伴い、司会交替/お仕置きQとなる「Qさま!!」/「ダメQ」の個数が10から5に減らされた。なお、このリセット以降は大半のプレゼンが「チキンNo.1決定戦」関連のクイズとなった。
- 2005年5月19日に放送でアンタッチャブルの「Qさま!!」が番組初の5個に達し、翌週からさまぁ〜ずに代わり番組司会者となった。それに伴い、司会を行う期間が「1回だけ」から「さまぁ〜ずがプレゼンで『Qさま!!』を獲得するまで」に変更された。
- 2005年6月9日放映回からのさまぁ〜ず司会復帰に伴い、司会者交替でリセットされるのは「Qさま!!」獲得数のみ、「ダメQ」獲得数は据え置きとルール改訂された。なお、この回以降は「チキンNo.1決定戦」関連クイズ1本＋それ以外のクイズ1本が出題されることが多くなった。
- 2005年6月30日に放映された回でロバートの「ダメQ」が5個に達し、お仕置きQが執行された翌回の2005年8月4日に成績の全リセットが行われた。以降お仕置きQ執行の翌週からは、全プレゼンターの成績がリセットされている。
- 2006年2月23日の放送でロバートの「Qさま!!」が5個に達し、司会代行の権利獲得。前述のルール改訂に倣えば「Qさま!!」獲得数のみがリセットされるはずだったが、実際には次の回（2006年3月2日）の放送で「ダメQ」獲得数も含めた全プレゼンターの成績がリセットされた。その後、「Qさま!!」又は「ダメQ」が5個溜まったら全プレゼンター成績リセットという変更が正式発表された。

23時台の深夜番組にもかかわらず、2006年以降は平均12%前後の視聴率を稼ぎ、それまでに数回放送されたゴールデン特番も好評だったことから、2006年9月4日から、「奇跡の扉 TVのチカラ」の後番組として、月曜20:00 - 20:54のゴールデンタイムに昇格。なお、9月最終週までは元のネオバラエティ枠と月曜20時のゴールデンタイム枠からの週2回、並行して放映された。これ以前にも、2週連続や2・3夜連続放送されたことがあるほか、9月第1週には宣伝用の特別番組も含めるとほぼ毎日関連番組が放送された。
2006年9月の深夜枠では、特別措置として、深夜枠終了までに「Qさま!!」を最も多く獲得したプレゼンターにはご褒美が、「ダメQ」を最も多く獲得したプレゼンターには罰がそれぞれ与えられる（ご褒美・罰共に、内容は秘密）。
このゴールデン昇格に伴い、タイトルロゴも若干変更された（色と文字の配置はこれまで通りだが「Qさま!!」の「Q」の下部分が跳ね上がった。あわせて、判定画面の「×」についても同様の変更がなされた）ほか、司会交替/お仕置きQとなる「Qさま!!」/「ダメQ」の個数が10に戻されたと同時に、全プレゼンターの成績がリセットされた。また、Qさま!!プレゼンターの評価が個人単位に変更。さらに、司会陣もプレゼンを行う機会が増えたため、三村、大竹、優香の三者にも「Qさま!!」/「ダメQ」がカウントされる様になった。
2007年2月26日、ゴールデン移動後初めて秋山、馬場、山本が10個に溜まった。これによる成績リセットの後、「Qさま!!」10個達成のご褒美が、司会交代から秘密のご褒美に変更された。

#### クイズ番組へ転換
ゴールデン昇格当初の視聴率は苦戦していて、一桁落ちも少なくなかった中で、当時の雑学・クイズブームの余波もあり2007年1月に番組冒頭でレギュラーメンバー中心で「プレッシャーSTUDY」のコーナーを始める。すると、「インテリ芸能人大会」を放送したあたりから視聴率が上がり、それ以降は解答者席に有名大学出身の芸能人や文化人をゲストに呼ぶことが増えていった。そして番組全編が「プレッシャーSTUDY」という構成になる。解答者の服装も学ランやセーラー服、ブレザーといった制服を着て中高生に扮するものになった。このプレッシャーSTUDYでは、「ドボン問題」などの現在にも引き継がれる様々な名物クイズが誕生したほか、クイズ芸人として活躍する宇治原史規（ロザン）、この番組の漢検取得企画から漢検1級を取得した宮崎美子など、この企画から多くのインテリタレントが輩出された。
その一方で「プレッシャーSTUDY」のみの回はプレゼンを行うことがなく、「クイズをプレゼンする」という番組のコンセプトが成立していない本末転倒な状態になってしまった。従来のレギュラーメンバーの出演も少なくなり、公式サイトのBBSなどで視聴者からの批判が相次いだ。6月4日放送分でクイズプレゼンを行ったが、視聴率は9.5%と低かったため、これ以降、年2 - 3回程度スペシャルの一部として別の企画が行われる以外はすべて「プレッシャーSTUDY」だけになった。ただしその後もクイズプレゼンは「Qさま!!BEGINS!」「Qさま!!CLASSIC」「ミッドナイトQさま!!」などの深夜特番での放送を行っていた。2012年9月にプレゼン企画出演者の骨折事故が起こって以来、一時期放送されなかったが、2013年12月の「55時間テレビ」で久々に復活した。番組ホームページ上では、2018年3月末までは「Qさま!!」獲得数などクイズプレゼン企画に関する表示はあったものの、ホームページリニューアルとともになくなった。しかし、番組名の「クイズプレゼンバラエティー」の表記は現在も残っている。
番組内容の変更に対して司会者であるさまぁ〜ずは「プレッシャーSTUDYという番組ではないから」、「Qさまは内容の変わる番組だから」、「今は（プレッシャーSTUDYを中心に）やっているだけ、これから他のこともするかもしれない」などの発言をしており、他の企画実行を示唆していた。この言葉通り、2015年2月2日に螺旋階段を舞台とした個人戦方式「学力王No.1決定戦」が開始。当時、プレッシャーSTUDYの人気低下が見られていた中で、この企画は好評となり、以降はこの企画を中心に放送。この時期も、柴田・ロバート・山里の出演を除いた「新プレッシャーSTUDY」が行われてはいたが、2018年3月以降は螺旋階段方式のみとなった。この企画からも初登場ながら優勝を遂げ、インテリ芸人としての地位を確立したカズレーザー（メイプル超合金）など多数のインテリタレントを輩出した。また、2016年からは正解率を基にした年間ペナントレースを開催。宇治原が「カズレーザーに負けたらQさま!!を引退する」と発言し、反響を呼んだ（結果は宇治原の勝利）。
2014年10月6日の放送で放送開始10周年を迎えた。
2015年4月13日の放送より、月曜20時台に『しくじり先生 俺みたいになるな!!』が移動することにより、放送時間を1時間繰り下げ、21:00 - 21:54での放送となる 。テレビ朝日月曜21時枠のクイズ番組は、1988年10月10日から同年12月26日まで放送された『とれんでぃ9』以来、実に26年4か月ぶり。
2019年4月15日の放送より、新企画「プレッシャーマスドリル」が開始。この形式は大きな反響を呼び、好視聴率を獲得すると、これまでの螺旋階段による個人戦は不定期となり、通常放送では「プレッシャーマスドリル」が行われるようになった。初期は現在の「助けマス」にあたるクイズをプレッシャーマスドリルと呼んでいたが、後に団体戦のクイズ回そのものを「プレッシャーマスドリル」と呼ぶようになった。この他に「英語ケシマス」「ドボンマス」「増え択マス」などの「〜マス」と語尾の付いたクイズが登場。2020年8月から2022年9月まで、「プレッシャーSTUDY」が決勝問題で復活。その他、「ウソつき3択」や「AI算出アニマル体育祭No.1決定戦」の動物関連クイズが登場した。
2019年10月に放送開始15周年を迎え、クイズプレゼン時代などの懐かしい映像や解答者の初登場シーンを2週連続で放送された。また、2020年の新型コロナウイルスにより撮影が困難となった時期にも、クイズプレゼン時代や「プレッシャーSTUDY」時代の映像をプレイバックする企画が行われた。
2020年3月9日放送をもって優香が産休のため一時降板。代役として高山一実がMCに参加し、優香が同年11月9日放送分から復帰して以降も出演を継続している。
2021年2月22日放送で「出世クイズ 目指せ社長さま!!」として久々に螺旋階段形式が行われた。ただし、新型コロナウイルスの影響により実際の螺旋階段に解答者はおらず、全員グリーンバックのスクリーンがある別スタジオに距離を取った上で解答者席が設けられ、クロマキー合成とCGにより昇降段の演出がされた。
2023年5月以降、「プレッシャーマスドリル」は不定期企画となり、学力王No.1決定戦（螺旋階段方式）が再度メイン企画として放送されている。

### 備考
月曜20時枠時代は、19:54 - 20:00にテレビ朝日ほか一部地域でのみプレ番組『Qさま??』が放送されていたため、実質フライングスタート編成となっていた。
長年ネットセールスは6分だったが、2011年4月より6分30秒に拡大した。テレビ朝日のバラエティ番組でネットセールスが6分以上なのは珍しく、2011年7月時点では当番組だけ、全体で見ても他には水曜21時ドラマのみだった。2012年4月から再び6分枠に戻り、削った30秒は「関ジャニの仕分け∞」に移行した。
2011年7月までは地上デジタル放送では番組連動データ放送を実施していた。クイズに参加でき、正解すればD得点が貰え、D得点を12個ためればプレゼントに応募することができた。また、今までのクイズを復習することもできた。2010年4月以降は「お試しかっ!」とのコラボレーションが多いため、データ放送が実施されないことがあった。2011年8月1日放送分で終了した。
2014年8月25日は、当初20:00 - 21:54の2時間特番での放送が予定されていたが、2014年8月20日に起きた広島市の土砂災害の影響で、放送休止となる予定だった21時台の『ここがポイント!!池上彰解説塾』が急遽生放送されることになったため、当番組は21:00までの放送に変更、そして『池上彰解説塾』との接続は、異例のステブレレスになった。

#### スペシャル編成の頻度について
ゴールデン昇格当初は2時間（改編期には3時間）スペシャルの編成を組むことが多く、20時からの1時間で放送されたのは2006年10月からの3カ月で6回しかなかった。その後は改編期以外のスペシャルは減り、通常放送が多くなっていたが、2010年4月以降は19時台の『お試しかっ!』との合体SPと称した特番が常になっていた。この場合はプレ番組『Qさま??』は放送せず、本編を3 - 5分程度前倒しして開始する。その関係で、『Qさま!!』単独での2時間特番はしばらく放送されていなかったが、2011年1月以降は通常放送や『Qさま!!』単独での2 - 3時間スペシャルが多くなった。
2015年4月の枠移動後も20時からの2時間スペシャル、前枠である『ぶっちゃけ寺』（19時台）、『しくじり先生』（20時台）のいずれかを加えた2～3番組を合体させたコンプレックス扱いでの3時間スペシャル、あるいはこれらから一つの番組での3時間スペシャルとするパターンが定着し、いわゆる「1時間レギュラー番組」としての放送は、枠移動後2017年3月までにおいては2015年5月11日・5月25日・8月3日・2016年2月22日・6月20日の5回のみであった。
2017年4月以降、前座番組が『世界ルーツ探検隊』（19時台）、『中居正広のミになる図書館』（20時台）に変更された後は、ほぼ隔週で交互にどちらか一方のみの2時間SPが放送されることが多くなったため、当番組は2時間SP（19:54開始）が5月15日と6月19日にあっただけで、4月24日・5月1日・5月8日と3週連続で、5月22日・5月29日・6月5日・6月12日と4週連続で通常放送を行った。なお、2週連続での通常放送は2012年8月27日・9月3日以来、3週連続は2012年5月7日 - 21日以来、4週連続は2011年8月22日 - 9月12日以来となる。
2018年4月以降は、月曜19時台の『帰れマンデー見っけ隊!!』との合体SP（20:30 - 45分開始）または3時間SPが基本となり、放送回数が月0 - 2回となっている。そのため、月曜21時でのいわゆる「1時間レギュラー放送」は、2019年以降一度も放送されなくなった。

### 関連作品
2011年10月27日に、ニンテンドーDS用ソフト『ソフトクイズプレゼンバラエティーQさま!!DS プレッシャーSTUDY X 頭が良くなるドリルSP』として番組がクイズゲームとして発売された。
他に、ゲームではないが番組内で出題された問題を収録した関連書籍が講談社より出版されており、ドリル仕立てになっている。
また、モバイルサイト「テレ朝GAMES」ではFlashゲームが提供されており「プレッシャーサイズゲーム」「スピード難読漢字ドリル」「いきなりチキンレース」がプレイできる。
また、人気クイズ「漢字ケシマス」がiPhone専用アプリで配信された。

## 出演者

### 司会
前身番組から長年さまぁ〜ずと優香のトリオで放送してきたが、2020年11月9日放送分より高山を加えた4人体制となる。
- さまぁ〜ず（三村マサカズ・大竹一樹）
- 優香 - 2019年11月20日に第1子を懐妊中であることを公表していた。このため、2020年3月9日放送をもって産休のために一時降板[2]していたが、2020年11月9日放送分から復帰した[3]。
- 高山一実 - 2020年4月20日放送から同年10月19日放送まで優香産休中の代理として出演後[4]、2020年11月9日放送分より「見習いMC」としてMCに加わり[3]、2021年10月25日放送分からは正式MCに任命された。

### レギュラー解答者
「Qさま!!」メンバーとしてほぼ毎回出演しているが、対戦カードやスケジュールによっては見届け人として出演したり、欠席したりする場合もある。石原、宇治原、カズレーザーはまとめて「Qさま!!三英傑」と呼ばれる。
- 石原良純
- 伊集院光
- 宇治原史規（ロザン）
- カズレーザー（メイプル超合金） - 2016年2月29日放送分から出演[7]。
- 鶴崎修功（QuizKnock） - 2023年5月1日放送分から出演。同年11月6日放送分からはほぼ毎回出演している。

### 見届け人
基本は山崎1人のみだが、コンビ・トリオ芸人のうち1名がクイズに参加してる場合、その相方がゲスト見届け人として出演する場合がある。
- 山崎弘也（アンタッチャブル）
  - 通常はMC席でクイズ対決を見届けているが、回によって参加することもあった。

### 進行アシスタント
- 清水俊輔（テレビ朝日アナウンサー）
  - プレッシャーSTUDYにほぼ固定されてからは、MCを補佐する進行・実況を担当。螺旋階段方式、プレッシャーマスドリル方式でもクイズの進行・実況を担当している。2017年11月12日から2018年9月16日までの日曜日20時台の『ビートたけしのスポーツ大将』と兼任していた。

### 過去の出演者
Qさまプレゼンター
番組初期はクイズのプレゼンを行うほか、常にスタジオひな壇に控えており、「プレッシャーSTUDY」では「Qさま!!」特別枠として交互に解答者として出演していた。「学力王」がメインとなった2018年以降は山崎を除いて事実上の降板となり、一部が数回ゲストとして出演する程度に留まっている。
- 青木さやか
- アンタッチャブル（山崎弘也・柴田英嗣）
- ロバート（山本博・秋山竜次・馬場裕之）
- 南海キャンディーズ（山ちゃん・しずちゃん）

競技実況・進行アシスタント
- 櫻井健介（元テレビ朝日アナウンサー） - 深夜枠からゴールデンタイム進出後も進行と出題を担当。クイズロケにも同行していた。

## 主な企画
企画についてはクイズプレゼンバラエティー Qさま!!のプレゼンVTRやクイズプレゼンバラエティー Qさま!!のクイズ企画を参照。

## お仕置きQ
1. 2005年2月24日に放送された回で青木の「ダメQ」が初期ルールの10個に達し、お仕置きQとして青木（極度の高所恐怖症）が自らダーツの矢となり地上の的を目掛けて降下する「スカイダイビングダーツ」が執行され、同じ日の放送でその模様が流れた。
2. 2005年6月30日に放映された回でロバートの「ダメQ」がルール改正後の5個に達し、お仕置きQとして「琵琶湖を10時間以内に泳ぎきって大竹の出すクイズ（ビワが5個ある湖ってどこ?）に正解できるか」が執行された。その模様は7月7日と7月21日の2回に分けて放映。2週にわたって同じクイズをプレゼンするのは番組初である。
3. 2005年11月17日に放映された回でアンタッチャブルの「ダメQ」が5個に達し、お仕置きQとして「仁義なき極道たちの宴会に強制参加（お蔵入り前提の偽ロケ先のホテルで行ったドッキリ）」が執行された。その模様は12月1日の回で放映。なお、これに伴う成績リセットは11月25日（お仕置きQ放映前）に行われた。またこのお蔵入り前提の偽ヤンキーロケは1年以上たった2006年12月28日深夜放送分の「ミッドナイトQさま!!」でめでたくオンエアされた。
4. 2006年8月10日に放映された回で山ちゃんの「ダメQ」が5個に達し、お仕置きQとして「熊本県にある3333段ある日本一の石段（御坂遊歩道）を登り、途中に置いてある果物の名前10個を順番に暗記して答える（順番を間違えたらスタート地点からやり直し）」を執行。その模様は8月17日に放送されたが、山ちゃんの頑張りが思いのほか伝わらなかったという理由で「撮りたてホヤホヤのお蔵入りVTR」として放送されてしまった。「Qさま審議委員会」の話では「苦労して撮った企画がお蔵入りになることまで含めて『お仕置きQ』」という趣旨だったらしいが、山ちゃんの心は相方のしずちゃんも認めるほど本当に折れていた。
5. 2006年内に行われた各クイズに置いて、不甲斐無さが目立った三村に対して、「ダメQ」10個に達していないものの、2006年12月18日に放映された回で臨時お仕置きQとしてかつてアンタッチャブルに執行された「仁義なき極道たちの宴会に強制参加（という設定のドッキリ）」を執行（『げりらっパ』の沖縄ロケの合間に行われた）。臨時ながら司会者にお仕置きQが執行されたのは初めて。仕掛け人は、アンタッチャブルと大竹で、かつて同様のドッキリに引っ掛かったアンタッチャブルが経験を生かして、ドッキリの仕掛けを組み込んで行った。但し、アンタッチャブルの時と異なる点として、ネタ晴らしはスタジオ収録まで持ち込まずに、その場で行った。なお成績リセットは、臨時なのでなし。
6. 2009年1月8日放送のQさま!!BEGINSで、ダメQと判定された秋山と山崎が、ワニとキスする様子が、携帯電話専用サイト（テレ朝コンプリート）限定で待ち受け画像にされた。

## スペシャル・番外編

### ゴールデン移動前の特番
2005年
- 9月24日の「ドスペ!」枠で、単発としてゴールデンタイムでは初めての2時間スペシャルが放映。「芸能界チキンNo.1決定戦・一番の臆病者は誰だ!」という内容で、青木さやか、ロバート、アンタッチャブルのほかに後にレギュラーとなる南海キャンディーズも参戦。山崎がチキンNo.1に輝いた。視聴率は14.3%。
  - その後山崎の「納得がいかない」と言う意見から、9月29日のレギュラー放送で「裏チキンNo.1決定戦」を放送。内容はロケ中やロケ終了後の行動にチキンらしさがあるかをメンバーがトークし、それを観た観覧者が投票をし裏チキンを決定するもの。しかし結局は山崎が裏チキンにも輝き「ダメQ」を2個取った（1個目はスペシャルでチキンになったため）。
- 12月28〜30日、3日連続で番外編「クイズクリエイトバラエティー Qちゃま!!」を放送。優香の指令で、クイズプレゼンターの芸人が一からクイズ作りを行った。同番組の司会はクイズプレゼンターがそれぞれ務め、コメンテーターは南海キャンディーズが担当（山ちゃんが準レギュラー扱いのため南海キャンディーズはプレゼンなし）。

1. 12月28日 23:30 - 24:55 「ロバートの北の国から電車男」長野県志賀高原の屋外に用意された3つの電車セットに1人ずつ閉じ込められたロバートがインターネットでチャットを行い、チャット相手に対してクイズを出題（ロバートのメンバーの顔写真が合計1000枚以上表示され、それぞれ何枚あるかを数えて答える）。回答者はその答えを助けたい1人だけにメールで送り、正解が各10人たまったら解放されるというものだった。しかしクイズの難易度が高く（手間が非常にかかる）、制限時間の12時間中では誰も開放されなかった（最高記録は秋山の9人）。
2. 12月29日 23:40- 24:35 「青木さやかの私は卑弥呼!」同局『ガチンコ視聴率バトル』第1回作品の続編。山崎と山ちゃんが青木との1対1のトークバトルを行った。同企画はのちにQさま!!のレギュラー放送にも登場している。
3. 12月30日 23:40 - 24:35 「アンタッチャブルの芸人欠席裁判」9月29日に放送された「裏チキンNo.1決定戦」の続編。柴田が「Qさま愛している王」に選ばれた一方、山ちゃんが相方のしずちゃんによるとんでもない暴露発言（「山ちゃんは収録の合間に風俗に行っている」等）の数々によって「Qさま愛していない王」（裏の顔ワースト芸人）に選ばれ、しずちゃんから痛いビンタを受けた。その後、しずちゃんに対する批判が相次いだ。ちなみに柴田は相方の山崎が持ち込んだこの企画について「三度目の正直を狙いたい気持ちは分かるけれど、そのために企画を使い回すなんてありえない」と揶揄している。

2006年
- 4月13日、4月14日にゴールデン2時間スペシャルを2夜続けて放送。タイトルは「クイズプレゼンバラエティー Qさま!! 2夜連続ゴールデンでスペシャルやっちゃうのかよ!!」。
  - 第1夜 4月13日 19:00 - 20:54 「芸能界チキンNo.1決定戦!」。視聴率は同時間帯トップの15.7%を記録。さまぁ〜ずやレギュラープレゼンターの他に上島竜兵（ダチョウ倶楽部）、更に優香がチキン企画初挑戦。A（三村、山崎、山ちゃん、しずちゃん）B（柴田、優香、山本、上島）C（大竹、青木、秋山、馬場）と3つのブロックに4人に別れ、ブロックごとの最下位（三村、大竹、上島）で総合チキンNo.1を決定する。大竹が第2回チキンNo.1に選ばれた。
  - 第2夜 4月14日 20:00 - 21:48 「芸能界賞金1000万円争奪!決定戦」。視聴率は19.7%。「ボウリング、全員2ピン以上倒したら100万円」では大竹が最後に1ピンで失敗。次に5ピンクリアにするも、これでも大竹が3ピンで失敗した。「芸能界潜水選手権」ではロバートの3人、山ちゃん、長州小力、原西孝幸（FUJIWARA）、ワッキー（ペナルティ）、ほっしゃん。、博多華丸、団長安田（安田大サーカス）が参加。結果は全て非公式ながら秋山が75m（日本記録6位）、ワッキーが71m（日本記録7位タイ）、団長が77m（日本記録5位）という予想をはるかに上回る好成績となった。「全員で鬼ごっこ」では 横浜アリーナで松野明美と鬼ごっこ対決。鬼役の松野から30分間1人でも逃げきったら、メンバー全員に100万円。松野が全員捕まえたら松野に「炊飯ジャー」をプレゼント。結果は松野が勝利。
- 7月17日19:00 - 20:54（月バラ!枠）視聴率は12.6%。「芸能界No.1潜水選手権」では安田大サーカス団長が潜水日本新記録（当時・115m）を樹立。「全員で鬼ごっこ」では柴田が松野明美から鬼ごっこで逃げ切り、100万円獲得。途中の作戦タイムでは山下真司監督の計らいで、ステージ上から麻倉未稀が「HERO」を歌いメンバーを勇気付けた。
- 9月3日 15:30 - 17:24 日曜ワイド枠（一部地域除く）「Qさま!!特別編 明日からゴールデンなのに旅行に行っちゃったのかよ!!SP」。伊豆旅行の先々で「片足立ち」、「ボットル倒し」、「30 cmパット」、「プレッシャーボウリング」、「瞬き我慢」の5つのプレッシャーゲームにQさま!!メンバーが挑戦。しかし、片足立ちは三村（1度目・3度目）としずちゃん（2度目）が、ボットル倒しは全員が、30cmパットは秋山が、プレッシャーボウリングは馬場が、瞬き我慢は優香が失敗とどのゲームも全員成功はしなかった。

- 9月4日、9月11日にゴールデンタイム移動記念スペシャルとして、19:00 - 20:54で2時間スペシャルを2週連続で放送。
  - 9月4日は「ついに今夜からゴールデンで始まっちゃうのかよ!!SP」視聴率は12.8%。
    - 10m高飛び込みコンビ対決（アンタッチャブルVSおぎやはぎ）はおぎやはぎの勝利。
    - 「芸能界No.1潜水選手権」では前回失格の野久保直樹が日本潜水記録（当時）を更新。ただ日本テレビのこの年の『24時間テレビ 愛は地球を救う』の潜水のコーナーで日本潜水記録者の名前に安田団長ではなく彼の名前が出ていたため、SP放送開始前に明らかになっていた。
    - 「全員で鬼ごっこin神宮球場」ではパンチ佐藤監督の「魔送球作戦」（逃げる時に90度ターン）も実らず、鬼役のジョセフ・オツオリに全員捕まる（コーナー史上最速）。捕獲されると電光掲示板から名前が消える球場らしいシステムを採用。

  - 9月11日は「いきなり2週連続でやっちゃうのかよ!!SP」視聴率は11.4%。
    - 「10m高飛び込み対決」 は南海キャンディーズVSタカアンドトシ（南海キャンディーズの勝利）、ロバートVSダチョウ倶楽部（ダチョウ倶楽部の勝利）。
    - 「プレッシャーボウリング」 は叶姉妹がQさま!!チームに参戦した。叶恭子が失敗し、賞金獲得ならず。
    - 「全員で鬼ごっこin柏の葉公園総合競技場 vsベン・ジョンソン」は俊足の柴田が最初に捕まったことから計算が狂い、最後に残った山本も最後の最後で芝に足を取られ、ベン・ジョンソンに捕まってしまった。

### ゴールデン移動後の特番
- 2007年9月16日16:30 - 17:25「Qさま!!特別版プレッシャーSTUDY3時間SP直前! 〜今からでも間に合う傾向と対策〜」プレッシャーSTUDY総集編
- 2007年9月30日13:00 - 14:25「Qさま!!ドッキリ名作ベスト10&未公開SP」

- 2008年1月5日14:25 - 16:25「Qさま!!3時間直前SP プレッシャーSTUDY傾向と対策」
- 2008年2月17日14:00 - 15:25「Qさま!!特別版 「受験シーズン到来!プレッシャーSTUDY傾向と対策85分SP」（総集編）
- 2008年3月23日14:00 - 15:25「Qさま!!特別版 プレッシャーSTUDY3時間SP直前!〜今からでも間に合う傾向と対策…国語問題・総ざらいSP」
- 2008年12月28日15:30 - 16:30「Qさま!!大晦日SP特別編」（正式タイトルは番組内では表明されず）
- 2008年12月31日20:30 - 23:30「Qさま!! 大みそかだよ! プレッシャーSTUDYインテリ芸能人が50人総出演で、今年1番アタマのいい人を大決定SP」

- 2013年2月11日 18:53 - 21:48「出身地区対抗 第2回全日本勉強選手権」
  - 18:53開始の局はテレビ朝日、岩手朝日テレビ、秋田朝日放送、東日本放送、北陸朝日放送、メ〜テレ、九州朝日放送、長崎文化放送、鹿児島放送の各局。その他の系列各局は19:00開始となる。

- 2014年3月26日 19:00 - 21:48「クイズの日 ミラクル9vsQさま!!タイムショックで最終決戦SP」
  - 三村をリーダーとしたQさま!!チームと有田哲平（くりぃむしちゅー）をリーダーとしたくりぃむクイズ ミラクル9チームがお互いの番組&クイズタイムショックで行われているクイズ企画で対決する特番。当番組のパートは第2部として行われた。司会はミラクル9ステージは上田晋也（くりぃむしちゅー）、久冨慶子アナ、Qさま!!ステージは大竹、優香、清水、タイムショックステージは中山秀征、新山千春がそれぞれ担当した。

- 2023年2月24日 18:50 - 21:48 「テレ朝人気クイズに全部出ちゃいますスペシャル」
  - 「コラボしまくり!ザワつく金土日!」の一環として、「ザワつく!金曜日」と「くりぃむクイズ ミラクル9」とのコラボ特番が放送され、番組対抗で各クイズに挑戦した[8]。当番組のパートは第3部として行われた。

### ミッドナイトQさま!!
主に23:15 - 翌0:10（またはドスペ2）枠で放送の特別番組。クイズプレゼン、審査も行われる。多いのが、お蔵入りのVTRや芸人解散ドッキリ等。
- 2006年12月28日（お蔵入りされたVTRを放送・一部地域除く）
  - QさまメンバーVsスーパー小学生800m走編（お蔵入りの理由は、圧勝により盛り上がらなかったため）
  - QさまメンバーVsスーパー小学生懸垂編（お蔵入りの理由は、柴田だけが目立ちすぎてラストの山本がグダグダだったため）
  - 偽ヤンキーは誰だ？伊豆旅行編（アンタッチャブルへのお仕置きQのため初めからお蔵入り前提で撮影され、その後根本はるみと落ち合い、お仕置きQの収録となった。ただ、三村から「仮にオンエアされてもすぐ答えが分かったから盛り上がらなかったと思う」と言われた）
- 2007年4月4日（お蔵入りされたVTRを放送・一部地域除く）
  - 10m高飛び込み小沢一敬のリベンジ編（お蔵入りの理由は、期待を裏切り結局飛べなかったため）
  - 偽OLを探せ（お蔵入りの理由は、答えがすぐに分かってしまったため）
  - 鬼ごっこ対西岡剛（お蔵入りの理由は、柴田・山本の対決が盛り上がらず、また監督大竹も作戦タイムを取り忘れたため）
  - 潜水をしているのは誰だ（お蔵入りの理由は、記録が平凡だったため。ちなみに正体は松野明美）
- 2007年9月2日0:30 - 1:25（9月1日深夜）
  - プレッシャーSTUDY インテリ作家SP
  - プレッシャースタジオ出演者VTR無茶振り
- 2008年1月3日23:40 - 翌0:40 「祝・優香芸能生活10周年SP」
  - 優香が参加した企画の視聴者リクエスト総集編
    - 芸人コンビ愛ドッキリ 品川庄司編
    - 恒例山里亮太にわかりやすいドッキリ（くす玉を割ろうとして写真に入らない）
- 2008年4月4日23:15 - 翌0:10「プレッシャーFIT 体力年齢測定!」
  - オリジナル種目で体力年齢を測定
  - 一部地域は『探偵!ナイトスクープ』のため1時間遅れ（4月5日0:15 - 1:10）[注 8]
- 2009年2月2日23:15 - 24:10「Qさま!!CLASSIC!」
  - 50時間テレビのプログラムの一つ。クイズプレゼンシステムだが、前回のBEGINSとは違い過去の企画の復活版（通常のミッドナイトQさま!!の番組内容趣旨）となっている。テレビ高知では2009年3月4日に放送。
  - 10m高飛び込み芸人チキンNo.1決定戦 ゲスト:春日俊彰、パンチ浜崎（ザ・パンチ）、山田ルイ53世（髭男爵）
  - ニセ温泉with青島あきな
- 2009年10月2日金曜日23:15 - 翌0:10「ドッキリプランナーSP」
- 10m高飛び込みドッキリ ターゲット：U字工事
- アイドル出来レース ターゲット：安倍麻美、青島あきな、谷桃子
  - 初期の企画が一夜限りの復活。青木さやかとレッド吉田が仕掛け人。大分朝日放送では2010年1月17日 15:30 - 16:25に放送。
- 2010年4月11日23:00 - 23:55「芸能界チキンNo.1決定戦2010」
  - 10m高飛び込み 高橋茂雄(サバンナ)vs中岡創一(ロッチ)vs伊達みきお(サンドウィッチマン)
  - ピラニアお金取り
- 2012年1月3日23:55 - 翌1:20(関西地区は24:57 - 26:22）「ネオバラレジェンド 第1夜」
  - アイドル出来レース2012 ターゲット：吉木りさ、大堀恵、中村静香
    - 青木さやかとハライチが仕掛け人。

  - ニセ温泉はどれだ!?2012雪景色編in北海道
    - プレゼンターの山崎や、村井美樹、谷澤恵里香が、冬のニセコ昆布温泉を紹介。

  - 本物の川越スマイルはどれだ!?
    - 手を加えてない本物の料理を川越達也の表情で当てる三択クイズ。ロバートがプレゼンするも、ダメQとなりロバートのショートコントVTRが流された。
- 2013年12月8日23:15 - 翌0:10（関西地区は12月9日0:57 - 1:53）
  - 55時間テレビのプログラムの一つ。

### Qさま!!BEGINS
1. 2009年1月8日23:15 - 翌0:10
  - 視聴者からの強い要望により、クイズプレゼンが久々の復活。しかも、放送時間と曜日はかつてQさま!!がネオバラエティで放送されていた時間、曜日（木曜日23:15）と同じであった。テレビ高知では2009年3月7日に放送。
  - 芸能界人望No.1決定戦 電話で理由を言わずにいくら金を借りられるか?→結果はQさま!!。
  - ゲスト:山田ルイ53世（髭男爵）、金田哲（はんにゃ）、山下しげのり（ジャリズム） プレゼンター:青木さやか、しずちゃん
  - ピッタリジャスト500g太れ! アンタッチャブル山崎vsロバート秋山→結果はダメQ。
2. 2009年4月10日23:15 - 翌0:10 （九州朝日放送では、2009年8月14日に放送）
  - プレッシャーステージ
    - 青木さやか軍団（フォーリンラブ、ゴルゴ松本、ひょろりんず、今泉稔、関あっし、あれきさんだーおりょう、ハリウッドザコシショウ、助っ人ロバート・山本）VS山崎弘也軍団（東京03、関あっし、大久保佳代子、ゆってぃ、キングオブコメディ、助っ人ロバート・秋山）

  - プレッシャーメニュー
    - 10人連続で1品ずつ、計10品の料理名を当てる。ゲスト:勝俣州和、関根麻里。結果はダメQ。

## プレ番組
2006年10月から2015年3月まで、本番組直前のプレ番組『Qさま??』を開始。本編開始前の19:54から放送された（新聞等の番組表では特記されていないものの、編成上は別番組となる）。2015年1月までは一部系列局でも放送されていた。
重大なニュースが入った場合はニュースに差し替えられる。2 - 3時間スペシャル時の特番が組まれた場合は、この時間帯に『世界の街道をゆく』を放送したため休止した。

## その他
- 2007年5月21日の放送分で、丸川珠代が出演していたが、放送前に参院選出馬を表明したことにより、この放送では、丸川の回答の場面はすべて他の出演者や頭上カメラからの出演者全員のカットに差し替えられ、丸川の姿を極力映さない形で放送されたほか、番組冒頭では「この番組は2007年4月25日に収録したものです」というテロップが表示された。なお、同年9月16日に関東ローカルで放送された総集編では、この回の問題も「テレビ朝日アナウンサー丸川珠代」という文字が出たまま放送された。
- 2009年3月16日の放送分のプレッシャー説明力の中で、「な」から始まる日本史用語を答えるいう設定にもかかわらず、「ナチス」が正解になっていた。
- 2012年5月14日放送分において、ここ10年で患者数が増えている病気についての問題が出題されたが、その正答の一つとして病気ではない自閉症が挙げられ、さらに、症状とは異なる、男性が頭を抱えながら落ち込んでいる様子を映した絵図が放送された。番組放送中に視聴者などからの指摘が多数寄せられたため、番組公式ウェブサイト上に訂正・お詫び文を掲載した[9]。
- 2012年10月8日の3時間スペシャルで日本地図の中に「島根県」がない不手際が発生した[10]。

## ネット局と放送時間
2023年4月現在
| 放送対象地域   | 放送局                       | 系列           | 放送日時           | ネット状況 | 『Qさま??』ネット |
| -------------- | ---------------------------- | -------------- | ------------------ | ---------- | ----------------- |
| 関東広域圏     | テレビ朝日（EX）             | テレビ朝日系列 | 月曜 21:00 - 21:54 | 製作局     | ○                 |
| 北海道         | 北海道テレビ（HTB）          | テレビ朝日系列 | 月曜 21:00 - 21:50 | 同時ネット | ○                 |
| 青森県         | 青森朝日放送（ABA）          | テレビ朝日系列 | 月曜 21:00 - 21:50 | 同時ネット | ×                 |
| 岩手県         | 岩手朝日テレビ（IAT）        | テレビ朝日系列 | 月曜 21:00 - 21:50 | 同時ネット | ◯                 |
| 宮城県         | 東日本放送（khb）            | テレビ朝日系列 | 月曜 21:00 - 21:50 | 同時ネット | ◯                 |
| 秋田県         | 秋田朝日放送（AAB）          | テレビ朝日系列 | 月曜 21:00 - 21:54 | 同時ネット | ×                 |
| 山形県         | 山形テレビ（YTS）            | テレビ朝日系列 | 月曜 21:00 - 21:50 | 同時ネット | ◯                 |
| 福島県         | 福島放送（KFB）              | テレビ朝日系列 | 月曜 21:00 - 21:54 | 同時ネット | ◯                 |
| 新潟県         | 新潟テレビ21（UX）           | テレビ朝日系列 | 月曜 21:00 - 21:50 | 同時ネット | ×                 |
| 長野県         | 長野朝日放送（abn）          | テレビ朝日系列 | 月曜 21:00 - 21:54 | 同時ネット | ×                 |
| 静岡県         | 静岡朝日テレビ（SATV）       | テレビ朝日系列 | 月曜 21:00 - 21:54 | 同時ネット | ×                 |
| 石川県         | 北陸朝日放送（HAB）          | テレビ朝日系列 | 月曜 21:00 - 21:50 | 同時ネット | ×                 |
| 中京広域圏     | 名古屋テレビ（メ〜テレ/NBN） | テレビ朝日系列 | 月曜 21:00 - 21:54 | 同時ネット | ×                 |
| 近畿広域圏     | 朝日放送テレビ（ABC TV）     | テレビ朝日系列 | 月曜 21:00 - 21:50 | 同時ネット | ×                 |
| 広島県         | 広島ホームテレビ（HOME）     | テレビ朝日系列 | 月曜 21:00 - 21:54 | 同時ネット | ×                 |
| 山口県         | 山口朝日放送（yab）          | テレビ朝日系列 | 月曜 21:00 - 21:50 | 同時ネット | ○                 |
| 香川県・岡山県 | 瀬戸内海放送（KSB）          | テレビ朝日系列 | 月曜 21:00 - 21:50 | 同時ネット | ×                 |
| 愛媛県         | 愛媛朝日テレビ（eat）        | テレビ朝日系列 | 月曜 21:00 - 21:50 | 同時ネット | ○                 |
| 福岡県         | 九州朝日放送（KBC）          | テレビ朝日系列 | 月曜 21:00 - 21:50 | 同時ネット | ○                 |
| 長崎県         | 長崎文化放送（ncc）          | テレビ朝日系列 | 月曜 21:00 - 21:50 | 同時ネット | ×                 |
| 熊本県         | 熊本朝日放送（KAB）          | テレビ朝日系列 | 月曜 21:00 - 21:50 | 同時ネット | ○                 |
| 大分県         | 大分朝日放送（OAB）          | テレビ朝日系列 | 月曜 21:00 - 21:54 | 同時ネット | ○                 |
| 鹿児島県       | 鹿児島放送（KKB）            | テレビ朝日系列 | 月曜 21:00 - 21:50 | 同時ネット | ○                 |
| 沖縄県         | 琉球朝日放送（QAB）          | テレビ朝日系列 | 月曜 21:00 - 21:50 | 同時ネット | ×                 |
| 富山県         | チューリップテレビ（TUT）    | TBS系列        | 不定期放送         | 遅れネット | ×                 |

- 21:50に終了する局では、21:54までの間、天気予報やローカル局制作のミニ番組が放送される。
- 公式Xでは、ほぼ毎回、21:50に終了する局の視聴者に配慮し、21:54まで優勝者など番組の結末を投稿しないようにお願いしている[16]。

### 過去のネット局
- 福井放送（FBC、日本テレビ系列・テレビ朝日系列）[注 16]
- さんいん中央テレビ（TSK・フジテレビ系列）
- テレビ高知（KUTV・TBS系列）[注 17]
- 宮崎放送（MRT・TBS系列）[注 18][注 19]
- テレビ宮崎（UMK、フジテレビ系列・日本テレビ系列・テレビ朝日系列）

- 2020年10月から2021年9月までの3時間スペシャル放送時は、番組冒頭の事前枠（18:45 - 19:00）はローカルセールス枠のため、テレビ朝日他一部地域では18:45から放送され、ネットしない地域は19:00飛び乗りとなった。
- 2022年1月から3月までは2時間・3時間スペシャル時は、関東地区のみ21:54まで延長していた[注 20]。
- 本番組は2022年4月11日からのプライムタイム帯で実施しているテレ朝系リアルタイム配信の対象から外されているほか、TVerおよびテレ朝動画での見逃し配信も行われていない。

## スタッフ
- ナレーター：垂木勉、森本レオ（螺旋階段方式、マスドリルの出題ナレーション）、岡部悟【毎週】、小口貴子（「読み上げマス」出題ナレーション、一時離脱→復帰）【不定期】
- 統括：樋口圭介（テレビ朝日、2022年7月4日 - 、以前はプロデューサー→2013年7月 - 2022年6月までゼネラルプロデューサー）
- 構成：都築浩、樋口卓治・道蔦岳史、日髙大介
- 技術：高田格（テレビ朝日）
- SW：石渡剛（以前はカメラ）
- カメラ：雨森貴之
- 音声：加藤翠
- VE：田辺帆風
- 照明：菅原祐
- 美術：小山晃弘（一時離脱→復帰）、吉村純子（吉村→以前は美術進行）
- 美術進行：山本和記、野口香織、木滝亜優（3人共→2025年6月 - ）
- デザイン：小柳千尋
- CGデザイン：横井勝
- バーチャル：崔美季、時津魁羅（2人共→2025年6月 - ）
- CG：森三平（2022年7月4日 - ）
- 衣裳：岩崎孝典、永田瑞希【週替り】
- 大道具：鈴木敦、久保里志、深谷浩之、齊藤りの【週替り】
- 小道具：高崎香織、鶴田しのぶ、伊藤桃香【週替り】
- 装飾：宇都宮沙織、島田祥子【週替り】
- モニター：松岡徹、三浦恵太、松村春香【週替り】
- スタイリスト：池戸美希子、宇賀愛
- ヘアメイク：川口カツラ店、斉藤ヒロハル（優香担当）
- 電飾・システム：入江智喜、白石剛、福島慎、竹原詩音【週替り】（白石→一時離脱→復帰）
- 技術協力：テイクシステムズ、TSP（TSP→以前はロケ技術を担当）、東京オフラインセンター（オフ→以前は協力）、MJ
- 美術協力：テレビ朝日クリエイト
- リサーチ：ジーワン（2022年12月26日 - ）
- 編集：丸山正浩・河野匡昭・小市梨奈（3人共IMAGICA）【3時間SPのみ担当】
- MA：寺田朋美（IMAGICA）
- 音効：波多野精二（ラビットムーンオフィス）
- TK：村田理実（M&M）
- 制作協力：ホリプロ、テレビ朝日映像（Vi→2014年4月 - ）[注 21]
- 編成：村山良太・松下凌士（2人共テレビ朝日）
- 宣伝：津久井美樹（テレビ朝日）
- デスク：大山明日香
- 制作スタッフ：平野聖来、鎌田菜摘、北原七海、堀井千聖、水谷誠、細淵伶奈、大竹ほのか、藤丸来未、森ゆり奈、沢原聖吾、千原渉、名古屋美希、冨高理奈、平野綾佳
- 制作進行：田川貴雅（以前は制作スタッフ）
- アシスタントプロデューサー：久野木麻子、馬越脇弘章、小嶋悠介（ホールマン）、金子早織、落合由加里、栗山彩、加藤彩、直原史歩、鈴木康裕（小嶋・金子・落合・加藤→以前は制作スタッフ、落合→一時離脱→復帰、栗山→以前は制作スタッフ→ディレクター）
- ディレクター：小澤優、矢野和久（矢野→テレビ朝日）、大澤宏一郎（大澤→太陽カンパニー）、田中克弥、野呂智之、石永游、長崎玲史、大阿久知浩、佐藤嘉一、片倉遼、八木駿矢、齋藤誠也、長岡大河（小澤・長崎・八木・長岡→以前は制作スタッフ、大阿久→以前は制作スタッフ→復帰）
- 演出：秦一貴（テレビ朝日、2023年7月17日 - 、以前は制作スタッフ→ディレクター→2021年5月17日 - 2022年6月までチーフディレクター→2022年7月4日 - 2023年6月26日までプロデューサー）
- プロデューサー：藤井裕久（テレビ朝日、2022年7月25日 - 、以前は制作スタッフ→一時離脱）、佐藤哲也・辰野玲（ホリプロ、佐藤→一時離脱→復帰、辰野→2017年4月 - ）、大石展裕（テレビ朝日映像、以前はディレクター）
- ゼネラルプロデューサー：久保信広（テレビ朝日、2022年7月4日 - 、以前はディレクター→一時離脱→復帰）
- 制作：テレビ朝日ビジネスソリューション本部コンテンツ編成局第2制作部
- 制作著作：テレビ朝日

### 過去のスタッフ
- 企画：平城隆司（当時テレビ朝日、2007年7月23日 - 2009年6月29日、以前はチーフプロデューサー）、奥川晃弘（テレビ朝日、2013年7月 - 2022年6月・2025年6月30日 - 、以前は2008年7月14日まで演出・プロデューサー→2009年7月6日までチーフプロデューサー→ゼネラルプロデューサー→一時離脱→復帰）
- 構成：なかじまはじめ、林賢一、デーブ八坂、佐藤俊明、渡辺アツシ、鈴木おさむ
- ナレーター：郷里大輔（ヤンキー企画のみ）、赤平大（『読み上げマス』出題ナレーション）
- 技術（TM）：品本幸雄・戸塚信也・大島秀一・太田憲治・長谷川正和（テレビ朝日、太田→以前はカメラ）
- TD：大川戸元昭（テレビ朝日）
- カメラ：錦戸浩司（当時テレビ朝日）、渡邉良平（渡邉→以前はSW）
- 照明：桜井篤、大場浩
- 映像：依田摂子、木島洋（テレビ朝日）
- 音声：新井八月（テレビ朝日）
- VE：東那美（以前は映像）
- PA：石渡洋志
- デザイン：吉岡理人、森崎愛美、小谷知輝（小谷→以前は美術）、濱野恭平（一時離脱→復帰）
- CGデザイン：大橋緑、山本裕之、松島祐樹
- バーチャル：加藤喬、永田晃（2人共→2018年10月1日 - ）
- 衣裳：杉崎康夫
- 美術進行：市丸和範、森みどり、奥田裕美、髙木由樹、渡邊眞太郎
- 大道具：森永伸一
- 小道具：宮本恵美子
- マルチ：石井智之
- モニター：安藤洋一、小林昇平、水野繁人、大西勇史、栗野熊太、下園拓也、佐々木善英、谷口理沙
- 特殊効果：釜田智志
- 電飾：阿部達也（コマデン）、田中勝、塚原聡
- システム：貫井正尚、田中徳一
- スタイリスト：植田雅恵、石村英理、高村純子
- 編集：本郷孝之、小原洋一、西巻勇樹、山内靖太郎（IMAGICA）
- MA：中野亮一、茂木遼介（IMAGICA）
- TK：高橋恵理子
- CG：市川元信（コマデン）
- 協力：PDトウキョウ
- 技術協力：TSP 七澤甲、羽田廣宣
- 資料提供：徳川記念財団、アフロ、共同通信社、国立国会図書館、大阪城天守閣、赤間神宮、日本銀行金融研究所貨幣博物館、豊川部霊記念館、田原市博物館、江東区芭蕉記念館、奈良国立博物館、岡山県立博物館、福岡市博物館、東京国立博物館、大英博物館、華蔵寺、アマナイメージズ、しぐま、アートメディア明星、大分県竹田市滝廉太郎記念館、石川啄木記念館、安養院、本居宣長記念館、（公財）野口英世記念会
- 制作協力：メディア・バスターズ（2005年4月 - ）、東通企画
- 編成：吉川昌克、小野仁、松野良紀、宮田奈苗、遠藤華子、荒井祥之、田中真由子、松瀬俊一郎、西勇哉、谷山沙要、吉川徹、林智乃、吉村周（吉村→一時離脱→復帰）、大沢解都、北村麻美、小鴨翔（小鴨→以前は制作スタッフ→一時離脱）、西岡佐知子、山本文隆（山本→一時離脱→復帰）、三浦靖雄（三浦→以前は制作スタッフ→一時離脱）、高橋陣、新谷拓也、大松宏樹、柳井寛史、小宮立千、北田暢子、宇喜多宏美、辻慈生（全員→テレビ朝日）
- 番組宣伝：蓮実理奈、望野智美、椿本晶子、尾木実愛、山口萌（旧性：大隅）、池谷麻依、五色智哉（全員→テレビ朝日）
- デスク：岩原嘉子、雛元素子、麦倉奈緒、安江香織、内藤恵子、稲月彰子、石田涼子（稲月・石田→一時離脱→復帰）
- WEB制作：河地華南子、古澤良子
- スーパーバイザー：河口勇治（テレビ朝日、2008年7月14日 - 2009年3月9日、以前は、2007年7月16日から2008年7月7日まではチーフプロデューサー、深夜初期は、JOHN河口名義でプロデューサー・演出を担当。）
- 制作スタッフ：中田智也、片野正大（中田・片野→テレビ朝日）、伊藤雄太、清水彰介、下鳥真沙、吉富大輔（吉冨→テレビ朝日）、橋田裕元、岡村学、増田洋一、宮坂拓弥、川口涼華、松山純子、浜田拓朗、笹田和宏（笹田→テレビ朝日）、高橋雄作、衣鳩大樹、藤澤明季子、因幡大佑、黒田直希、安田紗希、長友彩景、秋山真彦、駒奈穂子、愛甲絢那、小林遼太朗、村上和光、西尾良介、太刀掛篤志、五反田宥樹、小林彩、寒川拓郎、大村卓也、佐々木一翔、梅津美希、浦﨑茜、高塚ひかる、反田早紀、原あかり、金沢麟、梨和恵里、柳沼大貴、木田樹嵩、林孝彦、野口眞嗣、長塚眞梨子、西悠希、寺田知沙、山本彩加、菅井さやか、矢山海咲、大城未希、天野友利恵、石原瞳、斎藤亮太、亀村萌、藤森史峰、渡辺大貴、遠藤清明、都出奈々美、安藤翔太、水野尚杜、金子健太郎、佐川祐美、黒子沙彩香、水谷文香、森田怜於奈、加藤さえ、佐藤海斗、立花龍介、由利拓也、吉田侑加、大道梨央、下楠薗純葉、西本圭希、前田愛子、坂本匡光、中居沙耶、國見理留、佐藤匠、鈴木詩乃、姫野麻衣、吉田美咲、滝本しずく、青山琢朗、永嶋史緒、加藤日向、森果菜実、角本絵梨、長濱葉月、田中翔太、美間奈々子、村上陽香、菅澤結花、河内雅実、山中亜友、佐伯泉美、鎌田菜摘、川上颯太、関龍神、山中亜友、奥田雅侑、大竹ほのか、水谷真帆、藤丸来未
- 制作進行：今泰之（以前はディレクター）
- アシスタントプロデューサー：増村紀男、山田裕司、伊部千佳子、真鍋香里、出口暢子、樋口玲、土屋慶太（樋口・土屋→以前は制作スタッフ）、石坂久美子、乙井良太
- ディレクター：荻野健太郎（テレビ朝日）、貞松秀樹、植木一実、森田知明、辺見敏章、本部純、木津優、遠藤由一郎（本部〜遠藤→テレビ朝日）、中山明徳、金丸貴文、大谷真也、大平進士、舟木商策、池上健介、坂口英雄（以前は制作スタッフ）、小島隆彰、高松千泰、林慶遥、田村海、辻智博（辻→テレビ朝日、2018年12月3日・17日のみチーフディレクター）、野村昌彦、鈴木龍太郎、長屋栞奈（以前は制作スタッフ→一時離脱→復帰）、岡田直也（岡田→一時離脱→復帰）、望月歩（望月→以前は制作スタッフ）、萩原正雄、西原辰耶
- チーフディレクター︰土井泰樹（テレビ朝日、2024年6月3日 - 、以前はディレクター）
- 演出：田中元基（2018年12月3日・17日、以前はディレクター→2011年8月1日 - 2018年11月26日まではチーフディレクター）、山田俊介（2021年5月17日 - 2023年6月26日、以前はディレクター→2018年12月3日 - 2021年4月26日はチーフディレクター）（テレビ朝日）
- プロデューサー：奥村彰浩、中野光春、甲斐候一、渡辺章太郎（渡辺→以前はアシスタントプロデューサー）、米川宝（米川→2017年4月 - 9月と2018年4月 - 9月）、矢﨑浩司（2018年10月1日 - 2019年6月24日、2017年10月 - 2018年3月も担当→一時離脱→以前はアシスタントプロデューサー）、上田航平（2021年5月17日 -、以前は制作スタッフ→ディレクター→アシスタントプロデューサー）、菅原悠平（2013年12月9日 - 2022年7月4日、以前は制作スタッフ→ディレクター→アシスタントプロデューサー）（テレビ朝日）/曽川修二、岩野邦弘、永田克弘、藤原努（ホリプロ）

## 関連番組
- 早押しクイズサバイバー - 同局制作の林修の今でしょ!講座、くりぃむクイズ ミラクル9との3番組合同スピンオフ。当番組からも芸能人・文化人が多数出場していた。元々他番組とのコラボは上述の通り2014年3月26日に「クイズの日」と題し、ミラクル9、クイズタイムショックと合同コラボしていた。

- ネプリーグ - フジテレビ系列で月曜 19:00 - 20:00に放送されているクイズ番組。

- 朝メシまで。 - 同局で水曜夜7:00（以前は日曜午前0:30=土曜深夜）に放送されているドキュメントバラエティ番組。当番組の一部のスタッフが参加している。